# Solvat
Ein Solvat ist eine Anlagerungsverbindung (Addukt) eines gelösten Stoffes in einem Lösungsmittel. Der Vorgang des Lösens heißt Solvatation oder Solvatisierung, das Lösungsmittel Solvent.
Bei Solvaten muss es sich nicht um Flüssigkeiten handeln, es können sich durchaus auch Kristalle oder Mischkristalle, wie Legierungen, bilden. Typisches Beispiele für feste Solvate sind die Lösung von Quecksilber in Zink oder Wasserstoff in Palladium. Zu den Solvaten gehören auch Anlagerungen von Liganden an ein Zentralatom oder -ion aufgrund elektrostatischer Wechselwirkungen.
Eine besondere Form des Solvats ist das Hydrat, in dem Wasser der gelöste Stoff ist.